# ادوارد بنت (بازیگر)
ادوارد بنت (به انگلیسی: Edward Bennett) (زاده ۹ آوریل ۱۹۷۹) بازیگر انگلیسی است.
از فیلم‌های معروف او می‌توان به بازی در فیلم اسب جنگی اشاره کرد.